# Indépendantisme

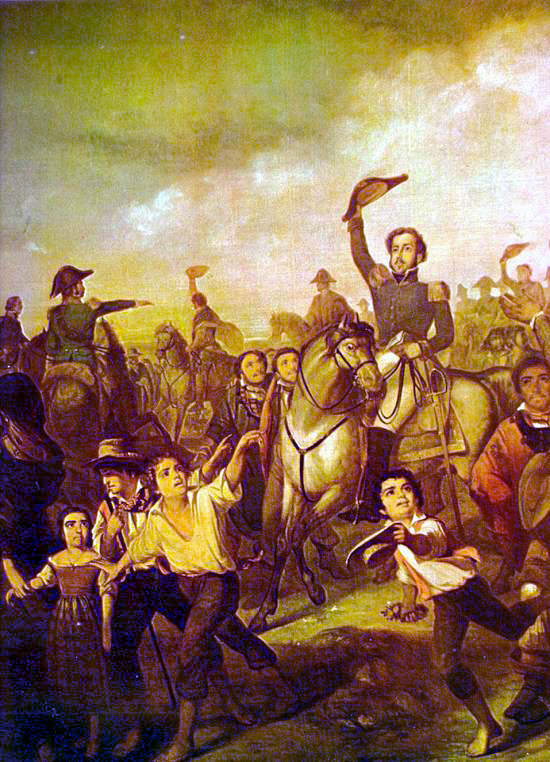
Pierre, Infant de Portugal, proclame l'indépendance du Brésil en 1822 et en devient le premier empereur.
Détail de la peinture de François-René Moreaux (huile, 1844).

L'indépendantisme, l'aspiration à l'indépendance, est utilisé dans le cadre politique pour désigner la revendication pour une collectivité à ne pas être « soumis à l'autorité d'un autre organe ou d'une autre collectivité ».
Il correspond donc à des mouvements politique, généralement d'inspiration nationaliste, visant à obtenir l'indépendance politique d'un territoire et pouvant être représenté par des partis politiques organisés, ou simplement naître d'un vaste mouvement d'opinion, qui s'organise ensuite en mouvements structurés. Les motivations de l'indépendantisme peuvent avoir des racines politiques, ethniques, historiques ou religieuses, aucune motivation n'excluant les autres. Le mouvement de décolonisation survenu au XXe siècle est caractérisé par l'aboutissement d'un ensemble de mouvements d'indépendance.
À la différence de l'autonomisme, l'indépendantisme vise à la sécession d'un État, d'une province ou d'un territoire par rapport au pays auquel il appartient. Les revendications indépendantistes peuvent évoluer vers l'autonomisme, comme dans le cas de la Ligue du Nord en Italie : à l'inverse, des revendications autonomistes peuvent se radicaliser et évoluer vers l'indépendantisme. Dans d'autres cas, les mouvements autonomistes se définissent comme indépendantistes mais reconnaissent que l'autonomie n'est qu'une première phase jusqu'à que les conditions politiques permettent de progresser vers l'indépendance.
L'indépendantisme est également appelé à tort séparatisme. La nuance s'établissant au niveau de l'objectif et du moyen. Pour l'indépendantiste le but est l'indépendance, tandis que la séparation tout comme la sécession n'est qu'un passage obligé pour l'atteindre.[réf. nécessaire]
Les revendications indépendantistes peuvent éventuellement s'exprimer par diverses formes de violence, incluant le terrorisme, et aboutir à des conflits armés d'envergure, comme dans le cas d'une guerre d'indépendance - guerre d'Indochine, guerre d'Algérie, guerres de Yougoslavie - mais également dans le cadre d'un processus politique non violent, comme dans le cas de la Tchécoslovaquie, séparée pour devenir la Tchéquie et la Slovaquie, ou bien dans le cas de l'éclatement de l'URSS, dont la plupart des anciennes républiques se séparent d'un commun accord, la majorité se réunissant ensuite au sein de la Communauté des États indépendants.
L'exemple du mouvement pour l'indépendance de l'Inde illustre le cas de revendications indépendantistes partagées entre violence et non-violence : Subhash Chandra Bose, partisan de l'action armée, finira par conduire le Gouvernement provisoire de l'Inde libre et affronter militairement les Britanniques durant la Seconde Guerre mondiale, mais c'est finalement la ligne pacifiste du Mahatma Gandhi qui obtiendra quelques années plus tard l'indépendance du pays.

## Séparatisme politique/administratif dans le monde

### Pays démembrés par des mouvements indépendantistes ou séparatistes depuis 1990

#### Afrique
- Éthiopie : séparation de l'Érythrée le 24 mai 1993.
- Soudan : séparation du Soudan du Sud le 9 juillet 2011.

#### Asie
- Indonésie : séparation du Timor oriental le 20 mai 2002.

#### Europe

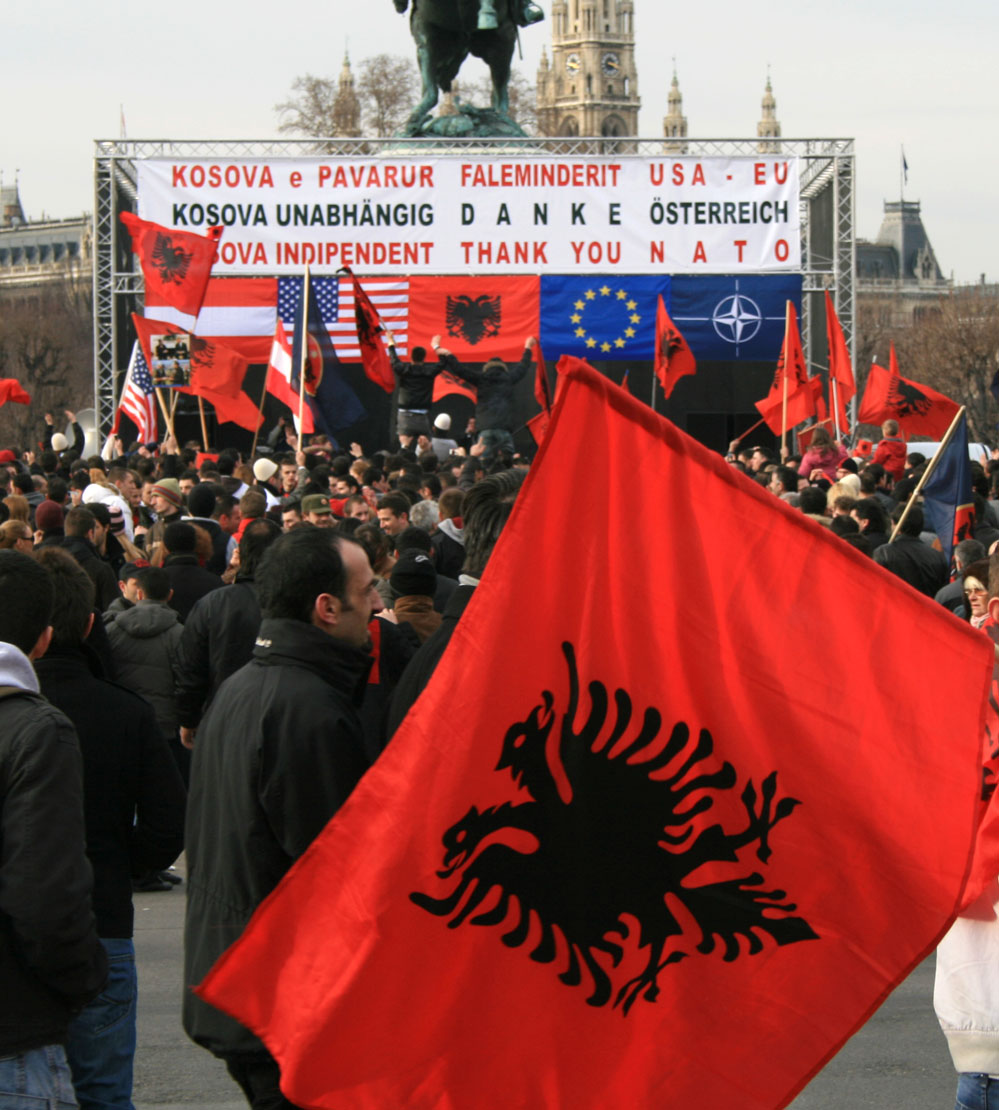
L'indépendance du Kosovo célébrée à Vienne.

- Serbie : séparation avec le Kosovo à la suite de la déclaration d'indépendance de ce dernier le 17 février 2008. Néanmoins, l'indépendance de ce pays n'est toujours pas entièrement reconnue par la communauté internationale.
- Serbie-et-Monténégro : démembrée par la séparation de la Serbie et du Monténégro à la suite de la déclaration d'indépendance de ce dernier le 3 juin 2006.
- Tchécoslovaquie : ancien pays d'Europe centrale, divisé le 1er janvier 1993 en Tchéquie et Slovaquie.
- Yougoslavie (république fédérative socialiste de Yougoslavie) : ancien pays des Balkans, démembré par la sécession de la Slovénie, de la Croatie, de la Bosnie-Herzégovine et de la Macédoine le 15 janvier 1992. Le territoire restant — Serbie et Monténégro — constitue alors la République fédérale de Yougoslavie, puis l'éphémère Serbie-et-Monténégro.

#### Europe et Asie
- Union soviétique : démembrée le 26 décembre 1991, elle donne l'indépendance à l'Arménie, l'Azerbaïdjan, la Biélorussie, l'Estonie, la Géorgie, le Kazakhstan, le Kirghizstan, la Lettonie, la Lituanie, la Moldavie, l'Ouzbékistan, la Russie, le Tadjikistan, le Turkménistan et l'Ukraine.

### Entités ayant proclamé leur indépendance mais restant non reconnues
De nombreuses entités ont proclamé leur indépendance mais celles-ci restent non reconnues (ou partiellement non reconnues) par la communauté internationale.

### Pays ayant des mouvements indépendantistes, séparatistes, ou sécessionnistes

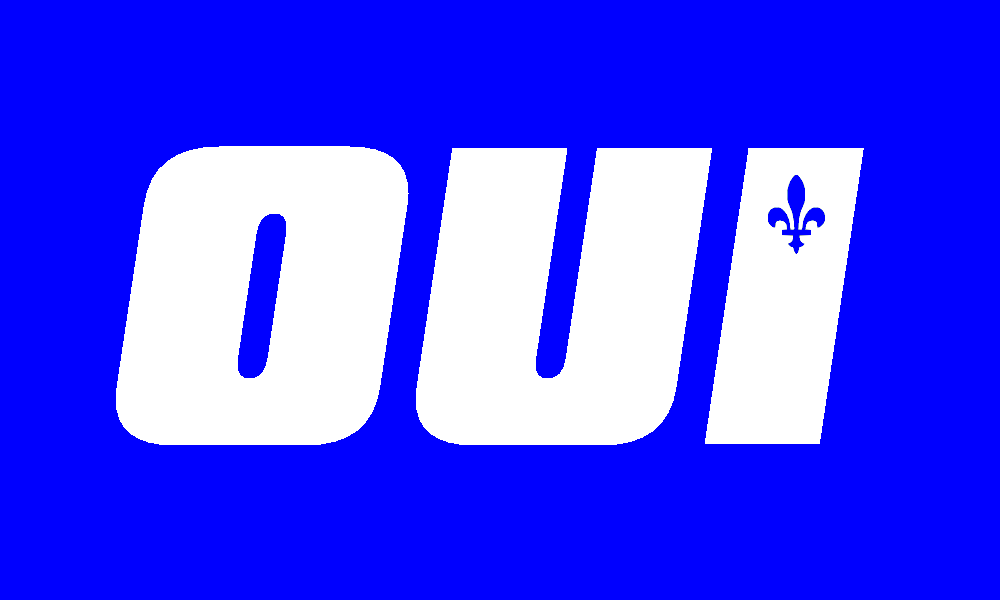
Logo du comité du OUI lors du référendum de 1980 au Québec

- Belgique : les revendications indépendantistes concernent essentiellement la région flamande, néerlandophone, ainsi que la région de Bruxelles-Capitale, historiquement flamande, mais désormais à majorité francophone. Issue du mouvement flamand, la question de l'indépendantisme ou du souverainisme est régulièrement remise sur la table des discussions à la suite des élections législatives fédérales et a conduit à plusieurs crises politiques, dont la dernière en date en 2010-2011.

- Cameroun : le pays résulte de la fusion de deux anciens territoires sous tutelle de l'ONU : le Cameroun français et une partie du Cameroun britannique, le Cameroun méridional. Bien qu'officiellement bilingue, 80 % du pays est francophone et la minorité anglophone se sent marginalisée par la politique du président Paul Biya. Les revendications sont devenues particulièrement fortes à partir de 2016, avant d'évoluer progressivement vers des revendications sécessionnistes. À la suite de la répression du mouvement, des sécessionnistes réclamant l'indépendance des régions anglophones sous le nom de république fédérale d'Ambazonie, prennent les armes et s'engagent dans un conflit avec l'armée régulière.

- Canada : le mouvement souverainiste du Québec est un mouvement politique dont l'objectif est de réaliser la souveraineté de l'État québécois, province du Canada depuis 1867, en toutes matières auxquelles se rapporte toute disposition d'ordre public qui est applicable sur son territoire. Les souverainistes proposent au peuple québécois de faire usage de son droit à l'autodétermination — principe qui comporte la possibilité de choisir entre l'intégration à un État tiers, l'association politique avec un autre État ou l'indépendance — afin qu'il se donne collectivement, par des moyens démocratiques, son premier État à constitution indépendante.

- Espagne : les revendications indépendantistes sont particulièrement fortes en Catalogne, une des régions les plus riches du pays, défendant son identité et sa langue, le catalan. Le président de la communauté autonome Carles Puigdemont a organisé un référendum en octobre 2017 dont le résultat n'a pas été reconnu par le gouvernement espagnol ni par l'Union européenne. Le Pays basque connait aussi un fort courant indépendantiste. Le mouvement indépendantiste a longtemps été marqué par la violence terroriste d'ETA. Une éventuelle indépendance se heurte à l'hostilité du gouvernement espagnol, mais aussi à la question des limites du territoire basque (la communauté autonome basque ne comprend ni la Navarre ni le Pays basque français).

- France : les revendications indépendantistes, qu'elles soient de droite ou de gauche, ont toujours existé en France, ainsi que du temps de l'empire colonial français[2]. Les élections départementales françaises de 2015 ont été marquées par une progression notable des revendications indépendantistes ou autonomistes en Alsace, au Pays basque, en Corse, en Savoie , en Occitanie, et en Bretagne. Longtemps qualifiées à tort ou à raison de "terroristes" dans le but d'empêcher leur propagation, elles constituent désormais une alternative de plus en plus plébiscitée, à l'instar de l'Écosse ou de la Catalogne. Dans les outre-mers, il existe en Nouvelle-Calédonie (au travers de la revendication de la création d'un État appelé Kanaky ou Kanaky-Nouvelle-Calédonie), en Polynésie française (défendant pour leur part le nom de Ma'ohi nui), en Guadeloupe et en Martinique des mouvements indépendantistes (FLNKS, Tavini Huiraatira, Mouvman Gwadloupéyen, UPLG, Mouvement indépendantiste martiniquais…).

- Royaume-Uni : les revendications indépendantistes se fondent sur l'idée que l'Écosse, possédant une culture vigoureuse qui lui est propre, des systèmes bancaire, juridique et éducatif distincts de ceux de l'Angleterre, devrait à terme faire sécession du Royaume-Uni et recouvrer le statut indépendant dont elle jouissait avant 1707. Le mouvement indépendantiste est très hétérogène, allant de ceux qui souhaitent une série de transitions vers l'indépendance avec un transfert progressif des pouvoirs, à ceux qui désirent accéder directement au statut d'État souverain. Des revendications indépendantistes existent également au Pays de Galles et surtout en Irlande du Nord où les républicains, essentiellement catholiques, demandent leur rattachement à l'Irlande. À la suite d'un référendum organisé en 2014 avec l'accord de Londres et ayant conduit à la victoire du "Non" à 55,3 % en Écosse, la question de l'indépendance revient dans les débats à la suite du « Oui » à 51,89 % lors du référendum sur le Brexit. En effet, certains électeurs avaient rejeté l'indépendance en 2014 en raison du fait que le nouvel État n'aurait pas automatiquement été intégré à l'Union européenne. En 2016, les Écossais rejettent le Brexit à 62 % tandis que l'Irlande du Nord vote à 55,8 % pour le maintien au sein de l'Union. La question du maintien d'une frontière ouverte entre les deux Irlande devient un enjeu central des négociations sur le Brexit et relance la question d'une réunification irlandaise.